# Speelkaart

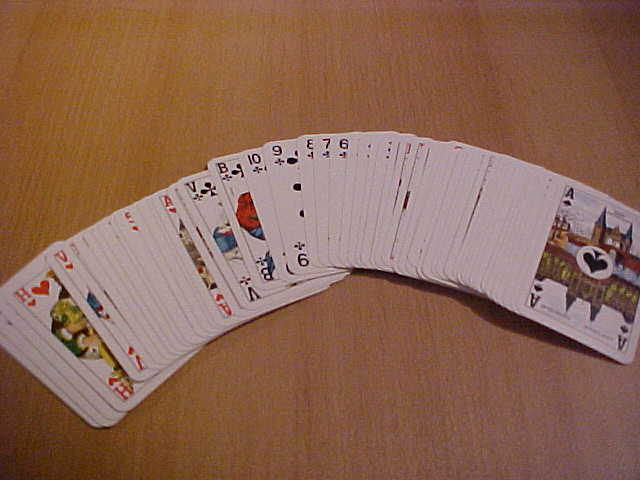
Speelkaarten met Hollands beeld

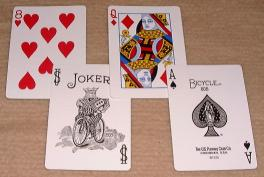
Enkele speelkaarten met het Anglo-Amerikaanse standaardbeeld, dat teruggaat op het beeld van Rouen

Speelkaarten worden gebruikt bij kaartspelen, in kansspelen, door goochelaars en voor het bouwen van kaartenhuizen. Een complete set speelkaarten wordt ook kaartspel, spel kaarten, zij het met meervoud kaartspellen, in Nederland pak kaarten en stok en in het Vlaams ook wel boek of bat genoemd.

## Kaartspel
In de gangbare vorm bestaat een kaartspel uit 52 'gewone' kaarten, die onderverdeeld worden in vier soorten, kleuren genoemd, van elk 13 kaarten:
- 13 schoppen (♠), ook wel schuppen of pijken genoemd
- 13 harten (♥)
- 13 klaveren (♣)
- 13 ruiten (♦), in Vlaanderen ook wel koeken genoemd

Schoppen en klaveren zijn zwart en harten en ruiten zijn rood, maar het zijn niet deze fysieke kleuren, maar de soorten die met kleur aangeduid worden. (Er bestaan ook kaartspellen waarbij elke soort een eigen kleur heeft, zoals het Duitse Turnierbild, bepaalde Amerikaanse pokerkaarten). Elke soort kent: 
- een 2 tot en met een 10,
- een boer (of "zot"),
- een vrouw (of "dame"),
- een heer (of "koning"),
- een aas (Oorspronkelijk 1. Op kaarten met het Parijse beeld wordt de aas aangeduid als 1).

Daarnaast bevat een spel soms twee of drie jokers.
In Nederland is traditioneel het Hollands beeld gangbaar, met Nederlands hoekmarkeringen (AHVB) en typische (nationale of internationale) stadsgezichten op de azen, hetgeen uniek is voor het Hollandse beeld. In België wordt met het beeld van Parijs gekaart met de typische aanduiding 1 voor de aas al dan niet met Franse hoekmarkeringen voor de honneurs (1RDV). Daarnaast vindt het Anglo-Amerikaanse standaardbeeld steeds meer ingang, dat gekenmerkt wordt door de versiering van de schoppenaas, dat herinnert aan de tijd, dat het monopolie op het drukken van schoppenaas in Engeland bij wet bij de overheid rustte en men schoppenaas van de Engelse fiscus moest kopen. In veel landen worden ook kaarten uitgegeven met de Engelse hoekmarkeringen (AKQJ), ook als een eigen hoekmarkering eveneens gangbaar is.
Speelt men met twee kaartspellen met verschillende hoekmarkeringen kan er verwarring ontstaan: Valet (boer) en Vrouw.
Bij jasspelen, zoals klaverjassen, heet de troefboer wel jas en de troefnegen de nel.
Speelkaarten bestaan in twee veelgebruikte formaten. Enerzijds het bridge-formaat (56 mm × 88 mm) en anderzijds het poker-formaat (62 mm × 88 mm). Het poker-formaat is het meest gangbaar in de VS, terwijl het bridge-formaat vooral in Europa populair is.
Er zijn ook een aantal bekende merken, bijvoorbeeld de Europese Heraclio Fournier (Spanje), Cartamundi (België), Piatnik (Oostenrijk) en de Amerikaanse; Bicycle, Tally Ho's, Bee's. Deze kaarten worden frequent door goochelaars gebruikt wegens hun standaardopdruk. Hierdoor vallen speciaal getrukeerde kaarten niet op indien ze in een spel gewone speelkaarten met dezelfde opdruk zitten. Daarnaast bestaan er ook talloze getrukeerde kaartspellen zoals het Svengali en het Stripperdeck.
Naast het standaard kaartspel met de zogenoemde Franse kleuren (harten, schoppen, ruiten, klaveren) zijn er in Europa ook andere varianten bekend, zoals de kaartspellen met Duitse (harten, bladeren, bellen, eikels) en Italiaanse kleuren (bekers, stokken, munten, zwaarden), en het tarotspel.

## Geschiedenis

### Vroege geschiedenis

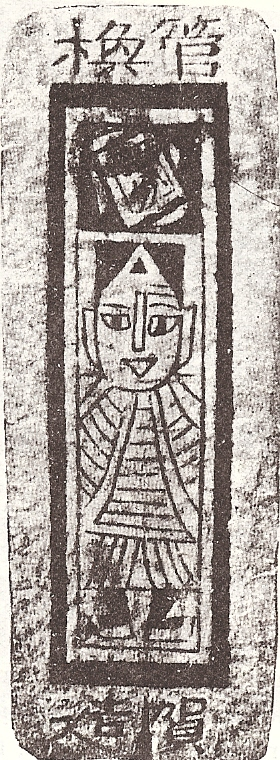
Een Chinese speelkaart gedateerd tot circa 1400 na Christus uit de Ming-dynastie gevonden nabij Turpan, afmetingen 9,5 bij 3,5 cm

Speelkaarten werden uitgevonden in keizerlijk China. Ze werden gevonden in China zo vroeg als de negende eeuw tijdens de Tang dynastie (618-907). De eerste referentie naar kaartspelen dateert uit de negende eeuw, wanneer de Verzameling van Miscellanea in Duyang, geschreven door Su E, beschrijft hoe Prinses Tongchang (dochter van keizer Yzong van Tang) het "bladspel" speelt in 868 met leden van de Wei clan, de familie van haar man. De geleerde Ouyang Xiu (1007-1072) beweerde dat het spelen met kaarten op z'n minst sinds het midden van de Tang dynastie bestaat en associeerde uitvinding ervan met de gelijktijdige ontwikkeling van het gebruik van papier in plaats van papierrollen als schrijfmiddel. Het eerste bekende boek over kaarten genaamd Yezi Gexi was naar verluidt geschreven door een vrouw uit het Tang tijdperk, waar op werd gereageerd door Chinese schrijvers van opvolgende dynastieën.
Het is mogelijk dat het eerste pakje gedrukte kaarten ooit een Chinees dominoset was, met kaarten waarop alle 21 combinaties staan van een paar dobbelstenen. In Kuei-t'ien-lu, een Chinese tekst geschreven in de elfde eeuw, werden dominokaarten gedrukt tijdens de Tang-dynastie, gelijktijdig met de eerst gedrukte boeken. Het Chinese woord pái (牌) wordt gebruikt om zowel papieren kaarten als spelstenen (zoals domino) te beschrijven. William Henry Wilkinson suggereert dat de eerste kaarten mogelijk papieren valuta waren die zowel de functie hadden om mee gespeeld te worden als de inzet, zoals bijvoorbeeld in ruilkaartspellen.
Een van de eerste spellen waarvan de regels bekend zijn is Mǎ diào, een slagspel, dat dateert uit de Ming dynastie (1368-1644).
9 in munten, 9 in kettingen van munten (die mogelijk verkeerd geïnterpreteerd werden als stokken uit ruwe tekeningen), 9 in myriaden (van munten of uit kettingen) en 11 in myriaden van tien stuks (een myriade is 10.000). De twee laatste kleuren hadden karakters uit het Verhaal van de wateroever op zich in plaats van symbolen. Ze hadden Chinese ideogrammen om hun rang en kleur te markeren. De kleur munten is in omgekeerde volgorde met nummer 9 als laagste tot nummer 1 als hoogste kaart. Omgekeerde rangen wordt ook gevonden in het Vietnamese spel Tổ tôm en een aantal andere spellen.
Het geldkaart kleurensysteem is gebaseerd op coupures en niet op de symbolen of afbeeldingen. Munten vertegenwoordigen cijfers tot 9, kettingen viercijferige veelvouden van 1000, myriaden vijf cijferige veelvouden van 10000, en tientallen (myriaden) zes of meer cijferige veelvouden van 100000. Dit is waarom de twee middelste kleuren niet meer dan negen kaarten kunnen hebben. Een vereenvoudigd stok wordt nog steeds gebruikt door Hakka-spelers, waar elke stapel maar negen kaarten in progressieve rangen heeft, en symbolen en plaatjes vervangt door labels. Een ander modern type behoudt de traditionele afbeeldingen maar laat de hoogste stapel (tientallen myriaden) zitten en verviervoudigd de rest. De ontwerpen op moderne Mahjong-steentjes zijn mogelijk geëvolueerd uit deze variant.

### Perzië en India

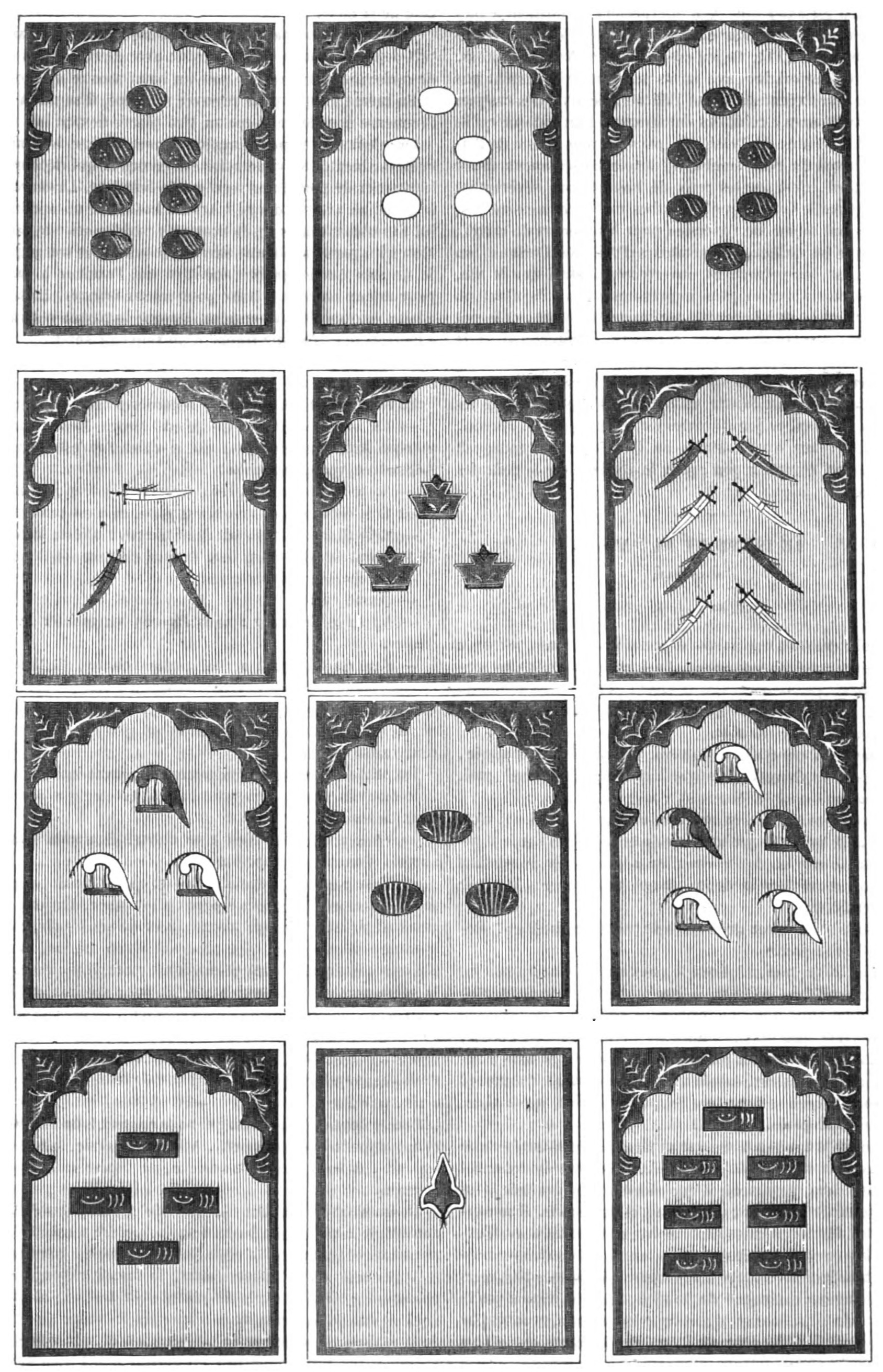
Perzische Ganjifeh-kaarten

Het is niet bekend wanneer speelkaarten opkwamen in Perzië. Ze zouden in Perzië gekomen kunnen zijn door handel in de zijderoute of meegebracht kunnen zijn door de Mongoolse veroveraars in de dertiende eeuw. Perzische kaarten, bekend als ganjifa of Ganjafa, hebben acht kleuren. Mogolse veroveraars brachten deze kaarten naar India in de vroege zestiende eeuw waar ze ze Ganjifa noemen. In India hebben spellen gebruikt om mee te spelen hedendaags acht, tien of twaalf kleuren hoewel er ooit zelfs spellen met 32 kleuren bestonden. De Indiërs hebben ook de originele rechthoekige kaarten omgezet in cirkelvormige kaarten. In Iran werden deze kaarten niet meer geproduceerd na de Tweede Wereldoorlog.
Ondanks de brede variëteit in Ganfija-patronen, laten de kleuren een uniformiteit aan structuur zien. Elke kleur heeft twaalf kaarten waarvan de bovenste twee meestal de figuurkaarten Koning en Vizier zijn en de onderste tien symboolkaarten. In de spellen Hamrang en Ekrang gebruikt de helft van de kleuren omgekeerde rangen voor hun symboolkaarten. Er zijn verschillende motieven voor de kleurenicoontjes maar sommige hebben munten, klaveren, kannen en zwaarden die lijken op latere Mamluk en Latijnse kleuren. Michael Dummett speculeerde dat Ganjifa- en Mamluk-kaarten af zouden stammen van een eerder spel dat bestond uit 48 kaarten verdeeld over vier kleuren waarvan elke met tien symboolkaarten en twee figuurkaarten.

### Mammelukken Egypte

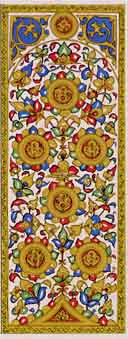
Een mammelukkenspeelkaart, munten 6

Tijdens de elfde eeuw verspreidden speelkaarten zich door Azië en kwamen later in het mammelukken-sultanaat Caïro (1250-1517). Het mammelukkenspel bevatte 52 kaarten verdeeld over vier kleuren: polostokken, munten, zwaarden en kopjes. Elke kleur bevatte tien symboolkaarten en drie figuurkaarten, genaamd Malik (koning), Nā'ib malik (onderkoning) en Thānī nā'ib (tweede onderkoning). De Thānī nā'ib is een niet bestaande titel dus het kan zijn dat hij niet voorkwam in vroege versies; zonder deze rang zouden de mammelukkenkleuren qua structuur dezelfde zijn als de Ganjifa-kleuren. In feite komt het woord Kanjifah voor in het Arabisch op de King of Swords en wordt nog steeds gebruikt in delen van het Midden-Oosten om moderne speelkaarten te beschrijven. Invloed vanuit het verre Oosten kan uitleggen waarom de mammelukken, waarvan de meesten Centraal-Aziatische Turkse Kyptsjaken waren, hun kopjes tuman noemden wat myriade betekent in Turkse, Mongoolse en Jurchse talen. Wilkinson postuleerde dat de kopjes afgeleid zouden kunnen zijn van het omkeren van de Chinese en Jurchse ideogrammen voor Myriade (万).
De mammelukkenfiguurkaarten lieten abstracte ontwerpen zien of kalligrafie, dus geen personen, mogelijk door een religieus verbod in Soennitisch Islam, hoewel ze wel de namen droegen van militaire officieren. Nā'ib zou verbasterd zijn tot naibi (Italiaans) en naipes (Spaans). Het laatste is het normale Spaanse woord voor speelkaarten. Net als Mǎ diào en Ganjifa hadden de symboolkaarten in twee kleuren omgekeerde rangen, een kenmerk dat veel oud-Europese kaartspellen hebben zoals Ombre, Tarot en Maw. De kaartkleuren zijn wel al herkenbaar: munten, zwaarden, bekers en (polo-)stokken, zoals we die nu nog aantreffen in Italiaanse en Spaanse kleuren en de voorlopers van onze kaartkleuren.
Een bijna compleet spel van mammelukkenspeelkaarten werd gevonden door Leo Aryeh Mayer in het Topkapıpaleis in Istanboel in 1939. Dit specifieke spel werd niet gemaakt voor 1400, maar het werd gematcht aan een fragment van privé-eigendom dat terugdateert tot de twaalfde of dertiende eeuw. Het is geen compleet spel, maar er zijn kaarten uit drie spellen van dezelfde stijl. Productie van deze kaarten overleefde niet de val van de mammelukken in de zestiende eeuw. De regels om Mulûk wa-Nuwwâb (Koningen en afgevaardigden) te spelen zijn verloren maar men gelooft dat het een slagspel is zonder troeven.

### Latere veranderingen in ontwerp

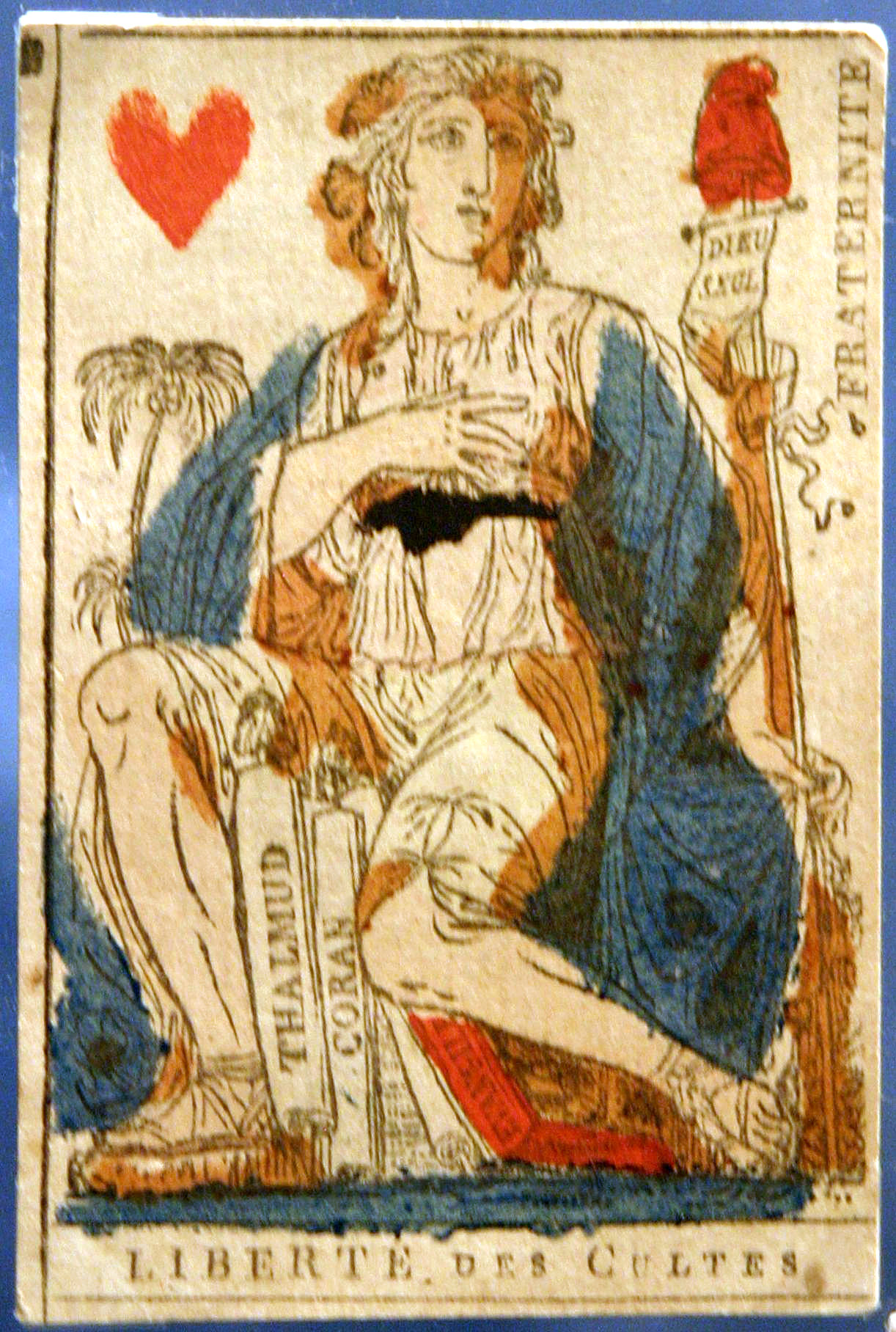
Speelkaarten werden gebruikt om politieke standpunten uit te dragen. Dit is een speelkaart uit de Franse Revolutie die vrijheid van religie en broederschap uitdraagt.

In vroege spellen waren de koningen altijd de hoogste kaart in hun kleur. Echter werd er zo vroeg als de late vijftiende eeuw speciale betekenis gegeven aan de nominaal laagste kaart, nu bekend als het aas, zodat het soms de hoogste kaart werd en de 2 dus de laagste. De term aas komt van een dobbelterm in Anglo-Norman, die zelf afstamt van het Latijnse as (de kleinste vorm van munten). Een andere dobbelterm, trey (3), komt soms voor in kaartspellen. Veel regeringen wilden inkomsten genereren door het opleggen van een zegelrecht op speelkaarten. Omdat de aaskaart de meest vrije ruimte heeft, werd de kaart meestal gekozen om de stempel op te plaatsen om te bewijzen dat de belasting was betaald. Dit leidde tot ontwikkelde ontwerpen van bepaalde aaskaarten: de schoppenaas in Engeland, de klaveraas in Frankrijk en de ruitenaas in Rusland.
Spellen met hoek- en randmarkeringen (de waarde van de kaart in de hoeken van de kaart) liet spelers toe hun kaarten in waaiervorm dicht bij elkaar te houden in één hand (in plaats van dat er eerst twee handen gebruikt werden). Het eerste spel dat zo was met Latijnse kleuren werd gedrukt door Infirerra en dateert uit 1693, maar deze karakteristiek werd pas alledaags gebruikt vanaf het einde van de achttiende eeuw. Markeringen in het Anglo-Amerikaanse spel werden gebruikt vanaf 1875, wanneer de New York Consolidated Card Company de Squeezers patenteerde; de eerste kaarten met markeringen vertoonden grote verschillen, hoewel het eerste Anglo-Amerikaanse spel met deze innovatie de Saladee's patent was, gedrukt door Samuel Hart in 1864.
Vóór deze tijd was de laagste figuurkaart in een Engels spel officieel een Knave, maar de afkorting (Kn) leek te veel op de King (K) waardoor deze term niet goed paste als markering. Vanaf de zeventiende eeuw werd de Knave vaak de Jack genoemd, een term geleend van het Engelse renaissancespel All Fours, waar de Knave of troef deze naam had. All Fours werd gezien als een spel van de lagere klassen, dus de term Jack werd beschouwd als vulgair. Het gebruik van letters in de hoek stimuleerde echter een formele verandering aan van Knave naar Jack in spellen in Engelse talen. Andere talen kwamen dezelfde problemen tegen wanneer ze markeringen toevoegden aan hoeken. In Latijnse talen begonnen zowel de King (koning) als de Queen (koningin) met de letter R terwijl ze in de Germaanse en Slavische talen begonnen met de K. Door Europa werd de Queen hernoemd tot Dame, Dama of andere variaties die Vrouw of Koningin betekenen. Scandinavische kaarten hebben de Kn voor Knaves behouden.
Dit werd gevolgd door de innovatie van omkeerbare figuurkaarten. Dat wil zeggen dat er twee halve personen op de kaarten staan, zodat de kaart even goed andersom kan worden vastgehouden. Deze innovatie wordt toegeschreven aan een Franse kaartenproducent uit Agen in 1745. Maar de Franse regering, die het ontwerp van speelkaarten beïnvloedde, verbood het drukken van kaarten met deze innovatie. In Midden-Europa (trappolakaarten), Italië (tarocchini) en in Spanje werd de innovatie tijdens de tweede helft van de achttiende eeuw doorgevoerd. In Spanje ziet men nog steeds figuurkaarten die niet omkeerbaar zijn. In Groot-Brittannië werd het spel met de omkeerbare figuurkaarten in 1799 door Edmund Ludlow en Ann Wilcox gepatenteerd. Het Anglo-Amerikaanse spel met dit ontwerp werd rond 1802 door Thomas Wheeler gedrukt. Met niet-omkeerbare kaarten kunnen andere spelers vaak een hint krijgen welke kaarten een speler had door te zien dat hij zijn kaarten omdraaide. Deze innovatie zorgde ervoor dat er sommige ontwerpelementen werden aangepast uit de eerdere volledige lengtekaarten.
Ronde randen werden geïntroduceerd omdat rechte hoeken de waarde van de kaart konden onthullen. De eerder blanke achterkant van kaarten begon met het tonen van ontwerpen, plaatjes of foto's. Dit hielp om slijtage en scheuren te verbergen en schrijven op de achterkant te ontmoedigen.
In Frankrijk werden de traditionele figuren van koning, koningen en boer tijdens de Franse Revolutie vervangen door vrijheid, gelijkheid en broederschap. De radicale overheid van 1793 en 1794 wierp het oude regime omver en een goede revolutionair zou niet spelen met koningen of koninginnen maar met de idealen van de revolutie in zijn hand. Dit zou weer volkomen omdraaien in 1805 met de opkomst van Napoleon.
Tijdens de negentiende eeuw spleet de ontwikkeling van Tarotspellen voor kaartlegging en kaartspelen uiteen nadat Etteilla het eerste Tarotspel creëerde dat gewijd was aan waarzeggerij in 1791. De "lees-tarots" gebaseerd op de symbolische ontwerpen van Tarot de Marseille (die uitgebreid aangepast werden om het wijd bekende Rider-Waite-spel te produceren) behield de oude stijl van figuurkaarten met figuren over de volledige lengte, specifieke betekenissen voor de 21 troeven, en het gebruik van Latijnse kleuren (hoewel de meeste van de leeskaarten hedendaags in gebruik afgeleid zijn van de Franse Tarot de Marseille).
Aan de andere kant had het spelen met speeltarots, in het bijzonder met degenen uit Frankrijk en Germaanse gebieden, tegen het einde van de negentiende eeuw zich ontwikkeld tot een vorm die meer lijkt op moderne speelkaarten, met hoekmarkeringen en gemakkelijk te identificeren nummers en figuurkaarten. Het gebruik van de traditionele figuurkaarten voor de troeven werd grotendeels verworpen ten gunste van meer grillige scènes. De Tarot Nouveau is een voorbeeld van de huidige stijl van het spel van tarot, hoewel het ontwerpen van dit spel terug dateert tot de jaren 1890. De Italiaanse Tarocchispellen hebben echter grotendeels de traditionele figuuridentificaties van elke troef behouden, net als de Latijnse kleuren, hoewel deze spellen meest uitsluitend gebruikt worden voor kaartspelen. Tarocco Bolognese en Tarocco Piemontese zijn voorbeelden van Italiaans gekleurde tarotspeelkaarten terwijl de Tarocco Siciliano de enige is die Spaanse kleuren gebruikt.
In de Verenigde Staten introduceerde men de joker. Die werd afgeleid van het spel Euchre, dat kort na de Amerikaanse Onafhankelijkheidsoorlog uit Europa in Amerika terecht kwam. In Euchre is de hoogste troef de Jack van de troefkleur, genaamd de right bower (van het Duitse Bauer); de tweede troef is de left bower, de Jack van  troef. De joker werd uitgevonden ca. 1860 als derde troef, de beste bower, die hoger gerangschikt was dan de andere twee cilinders. Verondersteld wordt dat de naam van de kaart is afgeleid uit juker, een variant op de naam Euchre. Jokers zijn tegelijkertijd wild cards in latere kaartspellen.
Voor het kaartspel en zijn producenten veranderde er heel wat na de Eerste Wereldoorlog. Vanaf 1918 werden speelkaarten in Turnhout volledig met drukpersen gedrukt. Het sjabloneren als productiemethode kwam hier niet langer aan te pas. Ook traditionele kaartbeelden, zoals het Luikse beeld, verdwenen uit het assortiment. Qua druktechnieken maakte de steendruk plaats voor offset. 

## Kleuren en markeringen in andere landen
De bekendste kleuren die tegenwoordig gebruikt worden bij speelkaarten zijn harten, ruiten, klaveren en schoppen. De eerste twee rood, de laatste twee zwart. Dit worden de Latijnse of Franse kleuren genoemd. Deze kleuren zijn gebruikelijk in het grootste deel van de wereld. Er zijn echter ook landen met afwijkende kleuren:

### Italië en Spanje
Italië bestond heel lang uit verschillende koninkrijkjes, waardoor elke streek zijn eigen set kaarten had met een eigen ontwerp. De meeste regio's maakten hierbij niet gebruik van de Franse kleuren, maar van de typische Italiaanse kleuren: munten, zwaarden, bekers en stokken/staven. De kaartseries bestaan uit 1, 2, 3, 4, 5, 6, 7, Fante/Sota (voetknecht), Cavallo/Caballo (paard) en Re/Rey (koning). De 8, 9 en 10 ontbreken dus. De voetknecht, paard en koning hebben deze waarde respectievelijk. De (krom)zwaarden en de stokken zijn in veel uitvoeringen met elkaar vervlochten, waardoor het lastig is in één oogopslag te zien welke kaart het betreft, althans voor ongeoefende spelers. De Italiaanse kaarten hebben doorgaans geen hoekmarkeringen. Er zijn overigens ook regio's in Italië waar men de Franse kleuren gebruikt, zoals het Genua-beeld, waar het Parijse beeld van afstamt. De Italiaanse kaarten zijn er nog steeds in verschillende varianten, zoals het Siciliaans beeld, het Napolitaans beeld en het beeld van Triëste.
In Spanje gebruikt men vergelijkbare kleuren: munten, zwaarden en knotsen. Het grootste verschil met de Italiaanse kleuren zit hem er in dat in Spanje de zwaarden recht zijn in plaats van gekromd. Ook zijn de zwaarden en knotsen niet vervlochten en de kaarten meestal voorzien van hoekmarkeringen. Een ander verschil met Italië is de aanwezigheid van een kader, dat in Italië soms ontbreekt. Typerend in Spanje heeft dit kader aan onder- en bovenzijde onderbrekingen: bekers één, zwaarden twee en knotsen drie onderbrekingen. De munten hebben een gesloten kader.
In Spanje lopen de cijferkaarten van 1 naar 9. De volgende kaart, de 10 is de Sota (voetknecht), gevolgd door de 11 Caballo (paard) en 12 Rey (koning). De 1 is vaak rijkelijk versierd, waardoor hij op onze Aas lijkt. Spaanse kaarten kunnen omkeerbaar zijn, dus de figuren op de figuurkaarten gehalveerd afgebeeld, maar zijn het lang niet altijd. Italiaanse kaarten zijn dat nooit.
De kleuren in Italië en Spanje zijn kleurrijk en niet, zoals bij de Franse kleuren, alleen zwart of rood. Er is overigens een theorie dat de Franse kleuren zich uit de Spaans/Italiaanse kleuren hebben ontwikkeld: schoppen is een overgestileerd zwaard, klaveren komen voort uit de stokken/knotsen (Eng: clubs). Munten waren dan de voorlopers van de ruiten en de harten komen voort uit bekers. Er zijn kaarten die tussenvormen laten zien, waardoor deze theorie niet onmogelijk lijkt. Mogelijk dat de Duitse kleuren daar weer een tussenvorm in zijn.
Bij de Italiaanse en Spaanse kaarten komen geen jokers voor. Er zijn kaartspellen die wel jokers hebben. Deze hebben ook een Aas. Maar dat zijn eigenlijk moderne kaartspellen met de oude kleuren, om bijvoorbeeld te kunnen pokeren. Deze kaarten hebben wel hoekmarkeringen en hanteren meestal de Engelse AKQJ

### Duitsland, Oostenrijk, Zwitserland, Tsjechië en Hongarije
In grofweg de noordelijke helft van Duitsland gebruikt men de Franse kleuren. In de zuidelijke helft en in delen van Oostenrijk, Zwitserland, Tsjechië en Hongarije gebruikt men de Duitse kleuren, in het Duits Deutsches Bild genoemd. De Duitse kleuren bestaan uit harten (Herz), bladeren (Grün of Blatt), bellen (Schellen) en eikels (Eichel). De eikels en de bellen zijn veelkleurig. De harten zijn altijd rood en donkerrood gekleurd, de bladeren groen en donkergroen. Duitse kaarten bestaan doorgaans uit de volgende serie: 7, 8, 9, 10 (X), Unter, Ober, König en Daus. De Ober en Unter zijn, wanneer markeringen ontbreken, alleen te herkennen aan de plaats van het kleursymbool. Bij de overige staat het kleursymbool bovenaan, zoals gebruikelijk. Bij de Unter staat het echter onderaan. Bij dubbelhoofdige (Doppelkopf), omkeerbare, kaarten betekent dit dat het kleursymbool ongeveer halverwege de kaart afgebeeld is bij de Unter.
De Daus functioneert vaak als Aas en is in principe de hoogste in rang. De Daus is echter van oorsprong de 2. De nummers 3, 4, 5 en 6 ontbreken in een standaardspel. Er zijn spellen waarbij de 6 wel voorkomt. Bij Skat, een veel gespeeld spel in Duitsland, zijn er namelijk varianten met en zonder 6.
In delen van Oostenrijk en Zwitserland wordt ook met de Duitse kleuren gespeeld.
Aangezien Duitsland net zoals Italië lang uit verschillende koninkrijkjes heeft bestaan, zie je ook hier regionale verschillen. Zo zijn er onder andere het Bayerisches Bild, het Preussisches Bild en het Sachsisches Bild. Het Berliner Bild is overigens met Franse kleuren, maar anders gestileerde figuurkaarten, die overigens ook in Scandinavië veel voorkomen. Het is tevens de basis voor het Hollands beeld.

###### Tarock
In sommige delen van Zuidoost-Duitsland, Tsjechië en Hongarije speelt men met zogenaamde Tarock-kaarten. Dat zijn ook Duitse kleuren, maar er zijn wat verschillen. Zo bestaat de 6 standaard wel in het Tarockspel, wat overigens wat anders is dan Tarot. De bellen 6 heet de Weli. Op deze kaart staan naast 6 bellen, ook een hart en een eikel. De Weli speelt in sommige spellen een bijzondere rol, vergelijkbaar met de joker. De joker an sich komt niet voor in Duitse kaarten.De markeringen van de cijferkaarten zijn met Romeinse cijfers aangegeven VI tot X. Bij Tarock-kaarten is er dus wel een echte 10 en bestaat er geen Bannier. Alle cijferkaarten hebben een tafereel of een landschap in het midden. Dit zijn vastgelegde taferelen per kaart, welke in verschillende stijlen en uitvoeringen steeds terugkeren. De Daus heeft vaak in het midden een seizoenstafereel: herfst, zomer, winter en lente. Bij kaarten voor de Duitse markt staan de seizoenen ook in het Duits vermeld. In Hongarije gebruikt men hetzelfde ontwerp, maar vervangt men de seizoensnamen door de Hongaarse woorden. In Tsjechië gebruikte men de Duitse woorden, maar sinds 2000 zijn er ook kaarten met de seizoenen in meerdere talen of geheel zonder de omschrijving van de seizoenen. De meest bekende uitvoering van de Tarockkaarten die nog steeds gebruikt wordt is het Wilhelm Tell-spel. De meeste figuren op de figuurkaarten komen voort uit de opera van Rossini over Wilhelm Tell.

#### Turnierbild
Toen de BRD en de DDR samen gingen in één verenigd Duitsland en de Skattoernooien voortaan gezamenlijk gespeeld werden, liep men tegen het probleem aan dat in West-Duitsland men doorgaans Skat speelt met de Duitse kleuren en in Oost-Duitsland met Franse kleuren. Hiervoor zijn kaarten ontwikkeld die op de ene helft de Duitse kleuren afgebeeld heeft, maar draai je de kaarten ondersteboven dan staan op de andere helft de Franse kleuren. Toch werkte dit niet praktisch. Daarop is het Turnierbild ontstaan. Dit zijn kaarten in Franse kleuren, met Berlijns beeld, waarbij de kleuren van de kleursymbolen zijn aangepast: Schoppen zijn groen, evenals het groene Blatt en de ruiten zijn oranje en staan voor de bellen. Harten en klaveren zijn gewoon rood en zwart. Bij landelijke Skattoernooien worden deze kaarten gebruikt in Duitsland.

### Zwitserland
In Zwitserland wordt gebruikgemaakt van drie verschillende kaartkleuren: De Franse (met name in het westen en zuidwesten), de Duitse kleuren (met name in het noorden) en de Zwitserse Jasskleuren, in een vastomlijnd gebied dat zich min of meer in het zuidoosten bevindt. De Zwitserse kleuren lijken op de Duitse kleuren, maar er zijn enkele duidelijke verschillen. Zo ontbreken de harten en de typisch Duitse eikels. De harten zijn vervangen door schilden en de eikels door (witte) rozen.  De 10 ontbreekt. Hiervoor in de plaats is de bannier, die qua volgorde de 10 is, maar in het spel meestal een hogere rang heeft. Met deze kaarten wordt voornamelijk Jass gespeeld, een zeer populair kaartspel in heel Zwitserland (al wordt het buiten dit gebied dan met Duitse of Franse kaarten gespeeld). Jass of Jassen lijkt sterk op ons klaverjassen alleen zijn er bij Jass meerdere varianten en variaties mogelijk, waardoor het een stuk ingewikkelder is.

### Namen en hoekmarkeringen
| Moderne kaarten (Franse kleuren) | Moderne kaarten (Franse kleuren) | Moderne kaarten (Franse kleuren) | Moderne kaarten (Franse kleuren) | Moderne kaarten (Franse kleuren) | Moderne kaarten (Franse kleuren) | Moderne kaarten (Franse kleuren) | Moderne kaarten (Franse kleuren) | Moderne kaarten (Franse kleuren) | Moderne kaarten (Franse kleuren) |
|                                  |                                  |                                  |                                  |                                  | vet: hoekmarkering               | vet: hoekmarkering               | vet: hoekmarkering               | vet: hoekmarkering               | vet: hoekmarkering               |
| cijfers                          | honneurs                         | honneurs                         | honneurs                         | aas                              |                                  |                                  |                                  |                                  |                                  |
| -------------------------------- | -------------------------------- | -------------------------------- | -------------------------------- | -------------------------------- | -------------------------------- | -------------------------------- | -------------------------------- | -------------------------------- | -------------------------------- |
| Nederland                        | Harten                           | Ruiten                           | Klaveren                         | Schoppen                         | 2-10                             | B boer                           | V vrouw                          | H heer                           | A aas                            |
| Vlaanderen                       | Harten                           | Koeken                           | Klaveren                         | Schuppen, pijken                 | 2-10                             | V valet                          | D dame                           | R roi                            | 1                                |
| Engeland Verenigde Staten        | Hearts                           | Diamonds                         | Clubs                            | Spades                           | 2-10                             | J jack                           | Q queen                          | K king                           | A ace                            |
| Frankrijk                        | Cœurs                            | Carreaux                         | Trèfles                          | Piques                           | 2-10                             | V valet                          | D dame                           | R roi                            | 1                                |
| Duitsland                        | Herz                             | Karo                             | Kreuz                            | Pik                              | 2-10                             | B Bube                           | D Dame                           | K König                          | A As                             |
| Zwitserland (Duits)              | Herz                             | Ecke                             | Kreuz                            | Schaufel                         | 2-10                             | B Bauer                          | D Dame                           | K König                          | A As                             |
| Hongarije                        | Kőr                              | Káró                             | Treff                            | Pikk                             | 2-10                             | J Bubi                           | Q Dáma                           | K Király                         | A Ász                            |
| Spanje                           | Corazón                          | Rombo                            | Trébol                           | Pica                             | 2-10                             | Sota                             | Caballo                          | Rey                              | -                                |
| Italië                           | Cuori                            | Quadri                           | Fiori                            | Picche                           | 2-10                             | Fante                            | Regina                           | Re                               | -                                |
| Zweden                           | Hjärter                          | Ruter                            | Klöver                           | Spader                           | 2-10                             | Kn knekt                         | D dam                            | K kung                           | E ess                            |
| Japan                            | Hāto                             | Daiya                            | Kurabu                           | Supēdo                           | 2-10                             | Jakku                            | Kuīn                             | Kingu                            |                                  |
| Polen                            | Czerwo                           | Dzwonek (=bel)                   | Żołądź                           | Pik                              | 2-10                             | W walet                          | D dama                           | K król                           | A As                             |
| Rusland                          | черви                            | бубны                            | трефы                            | пики                             | 2-10                             | B валет                          | Д дама                           | К король                         | T туз                            |

| Traditionele kaarten     | Traditionele kaarten | Traditionele kaarten | Traditionele kaarten | Traditionele kaarten | Traditionele kaarten | Traditionele kaarten | Traditionele kaarten | Traditionele kaarten | Traditionele kaarten                            | Traditionele kaarten                            | Traditionele kaarten                            | Traditionele kaarten                            | Traditionele kaarten                            | Traditionele kaarten                            |
|                          |                      |                      |                      |                      |                      |                      |                      |                      | vet: het kaartsymbool (in de hoek van de kaart) | vet: het kaartsymbool (in de hoek van de kaart) | vet: het kaartsymbool (in de hoek van de kaart) | vet: het kaartsymbool (in de hoek van de kaart) | vet: het kaartsymbool (in de hoek van de kaart) | vet: het kaartsymbool (in de hoek van de kaart) |
| cijferkaarten            | cijferkaarten        | honneurs             | honneurs             | honneurs             | aas                  |                      |                      |                      |                                                 |                                                 |                                                 |                                                 |                                                 |                                                 |
| ------------------------ | -------------------- | -------------------- | -------------------- | -------------------- | -------------------- | -------------------- | -------------------- | -------------------- | ----------------------------------------------- | ----------------------------------------------- | ----------------------------------------------- | ----------------------------------------------- | ----------------------------------------------- | ----------------------------------------------- |
| Duitsland                | Rot (harten)         |                      | Schellen (bellen)    |                      | Eichel (eikel)       |                      | Laub/Grün (bladeren) |                      | VI-IX                                           | X                                               | U Unter                                         | O Ober                                          | K König                                         | Daus (2)                                        |
| Hongarije (tarock)       | piros (harten)       | tök (pompoenen)      | makk (eikels)        | zöld (bladeren)      | VI-IX                | X                    | alsó                 | felsö                | király                                          | ász                                             |                                                 |                                                 |                                                 |                                                 |
| Zwitserland (Duitstalig) | Rosen (rozen)        |                      | Schellen (bellen)    |                      | Eicheln (eikels)     |                      | Schilten (schilden)  |                      | 7-9 6-9 (skat)                                  | Bannier (10)                                    | Unter                                           | Ober                                            | König                                           | Daus (2)                                        |
| Spanje                   | Copas (bekers)       |                      | Oros (munten)        |                      | Bastos (knotsen)     |                      | Espadas (zwaarden)   |                      | 1-7 (soms 1-9)                                  |                                                 | 10Sota                                          | 11Caballo                                       | 12Rey                                           |                                                 |
| Italië                   | Coppe (bekers)       |                      | Denari (munten)      |                      | Bastoni (stokken)    |                      | Spade (zwaarden)     |                      | 1-7                                             |                                                 | Fante (8)                                       | Cavallo (9)                                     | Re (10)                                         |                                                 |
| Tarot (Marseille)        | Coupes (bekers)      | Coupes (bekers)      | Deniers (munten)     | Deniers (munten)     | Bâtons (knotsen)     | Bâtons (knotsen)     | Épées (zwaarden)     | Épées (zwaarden)     |                                                 |                                                 |                                                 |                                                 |                                                 |                                                 |

De Hongaarse pompoenen zijn identiek aan de Duitse (en Tsjechische) bellen.

## Begrippen
(Kaart)kleurhet kaartsymbool, bijvoorbeeld schoppen
[Duitse] kleurende kaartsymbolen typisch voor het [land]
Beeldde Kleuren en de uitvoering van de figuurkaarten, die typisch zijn voor dat Beeld, bijvoorbeeld: Parijs Beeld, Berlijns Beeld, Hollands Beeld, Scandinavisch Beeld en Brits Beeld.
(Hoek)markeringende letters, meestal in één of meerdere hoeken, waarmee het figuur wordt aangeduid, bijvoorbeeld K voor koning.
Kadereen rand om alles wat op de kaart staat, waarmee het ingekaderd wordt.
(Kaart)symboolhet kaartsymbool op een individuele kaart.